# Хронологија инвазије Русије на Украјину (септембар 2023)
Овај чланак обухвата дешавања која су се догодила у септембру 2023. године, за време инвазије Русије на Украјину.

## Хронологија

### 1. септембар
Руско Министарство одбране је објавило да је уништило укупно 281 украјинску беспилотну летелицу током протекле недеље, укључујући 29 које су летеле над западним регионима Русије.
У саопштењу се наводи да су међу уништеним беспилотним летелицама били и један Ту-141 стриж, као и 29 дронова који су оперисали у западним регионима Руске Федерације.
Шеф руске свемирске агенције "Роскосмос" изјавио је да су интерконтиненталне балистичке ракете "сармат", које могу да носе десет или више нуклеарних бојевих глава, стављене на борбено дежурство.

### 2. септембар
Министарство одбране Руске Федерације саопштило је да су руске снаге уништиле три украјинска беспилотна чамца која су покушала да нападну Кримски мост. Око 02:20 по московском времену, у Црном мору је уништен трећи украјински беспилотни чамац, који је кијевски режим послао да изврши терористички напад на Кримски мост, стоји у саопштењу.

### 3. септембар
Украјина је од почетка руске инвазије, у фебруару прошле године, добила око 100 милијарди долара војне помоћи, према изјави украјинског министра одбране Олексија Резникова. Од тих средстава, око 60 милијарди долара је дошло од Сједињених Држава.
Украјинске снаге су успеле да пробију прву руску одбрамбену линију у близини Запорожја након недеља чишћења терена од мина. Сада очекују бржи напредак док притискају другу, слабију линију одбране. Информацију је представио генерал Олександар Тарнавски, који је предводио контраофанзиву на југу Украјине.

### 4. септембар
Председници Русије и Турске, Владимир Путин и Реџеп Тајип Ердоган, састаће се данас у Сочију. Поред билатералних питања, главна тема разговора биће договор о извозу жита из црноморских лука. Анкара је последњих недеља интензивирала своје напоре да обнови коридор за извоз жита, са циљем да помогне у ублажавању глобалне кризе хране.
Украјински председник Володимир Зеленски изјавио је да је Кијев постигао договор са Паризом о организовању обуке украјинских пилота у Француској. Данска и Холандија су већ најавиле планове за обуку украјинских пилота, а очекује се да ће у обуку бити укључено још девет земаља.

### 5. септембар
Руске трупе на југу Украјине први пут су уништиле тенк "Челенџер 2" који је испоручила Британија, преноси званичник из дела Запорожја који је под контролом Москве. Објављујући видео-снимак олупине оклопног возила које гори, ова информација потврђује догађање на терену.
Украјина је у марту захвалила Британији на "фантастичним машинама" након што је Лондон послао Кијеву 14 својих главних борбених тенкова "челенџер 2".

### 6. септембар
Амерички државни секретар Антони Блинкен најавио је током посете Кијеву нови пакет помоћи Украјини вредан више од милијарду долара. Ова помоћ укључује 175 милиона долара вредно оружје, укључујући и контроверзну муницију са осиромашеним уранијумом.
Пакет помоћи такође укључује опрему за противваздушну одбрану, артиљеријску муницију, противтенковско оружје, муницију за тенкове, хуманитарну помоћ и средства за реформе, борбу против корупције и јачање владавине права у Украјини.

### 7. септембар
Руско Министарство одбране објавило је да је један украјински дрон оборен у близини Москве, док су још два дрона оборена у близини Ростова на југу Русије. Такође, према информацијама агенције Тас, три зграде су оштећене у Ростову на Дону, а једна особа је повређена када се једна беспилотна летелица срушила у центру града.

### 8. септембар
Румунија је појачала мере заштите цивила у пограничним насељима на Дунаву, у непосредној близини зоне сукоба у Украјини, због руског гранатирања украјинских лука. Национални комитет за ванредне ситуације Румуније (ЦНСУ) овластио је Министарство националне одбране да идентификује подручја на обалама Дунава у којима је потребно предузети мере за заштиту становништва.
Украјински председник Володимир Зеленски изјавио је да је његовој земљи све теже да обезбеди оружје. Он је додао да би тромесечна контраофанзива украјинских снага на југу и истоку земље брже напредовала када би војска у Кијеву добила више оружја. Првих 10 тенкова "Леопард 1" које су донирале Данска, Немачка и Холандија стигло је у Украјину, а још их је на путу, саопштиле су данске оружане снаге. Три земље су у фебруару најавиле да ће донирати укупно 100 тенкова немачке производње у наредним месецима.

### 9. септембар
Украјинска контраофанзива против руских снага наставиће се и након доласка хладнијег времена, упркос потешкоћама, изјавио је шеф кијевске обавештајне службе Кирило Буданов. Украјина је овог лета покренула контраофанзиву против руских снага, вративши под своју контролу више од десет села на југу и истоку за три месеца. "Борбена дејства ће се наставити на овај или онај начин.

### 10. септембар
Украјински званичници саопштили су да је Русија током ноћи извела напад дроновима на Кијев, као и да су експлозије одјекивале током два сата. Делови оборених дронова пали су на неколико централних градских четврти, укључујући Дарњицки, Соломјански, Шевченковски, Свјатошински и Подил. Градоначелник Кијева Виталиј Кличко рекао је да је једна особа повређена у насељу Подил, а избио је и пожар у једном од градских паркова.

### 11. септембар
Заменица министra одбране Украјине Хана Маљар изјавила је да су украјинске војске освојиле 49 квадратних километара на истоку земље у правцу ка Бахмуту. "Прошле недеље освојили смо око два квадратна километра, а током офанзиве ослободили смо 49 квадратних километара код Бахмута", истакла је Маљарова.
Севернокорејски лидер Ким Џонг Ун посетиће Русију на позив председника Владимира Путина, саопштио је Кремљ. Ким Џонг Ун ће боравити у званичној посети Руској Федерацији у наредним данима.
Министарка спољних послова Немачке, Анален Бербок, током посете Кијеву објавила је да ће Берлин обезбедити додатних 20 милиона евра за Украјину. Ово допунско финансирање ће повећати вредност овогодишње помоћи Немачке Украјини на 380 милиона евра.

### 12. септембар
Председник Владимир Путин изјавио је да од 1.000 до 1.500 Руса потписује добровољне уговоре да се придружу војсци сваког дана. Путин је одговарао на питање да ли Русија треба да уведе нову принудну мобилизацију да би појачала своје војне напоре у Украјини. Он је такође нагласио да је у прошлих шест или седам месеци 270.000 људи потписало добровољне уговоре да служе у војсци.
Данска ће Украјини донирати пакет војне помоћи вредан 833 милиона долара. Ова помоћ укључује тенкове, пешадијска борбена возила, тенковску муницију и противавионске топове.
Планирана укупна помоћ Данске биће расподељена у три фазе и обухвата период до 2025. године.

### 13. септембар
Лидер Северне Кореје, Ким Џонг Ун, стигао је на железничку станицу космодрома Восточни у руској Амурској области. Тамо га је дочекао руски председник, Владимир Путин. На почетку сусрета, они су прегледали лансирни комплекс космичког ракетног система Сојуз 2. Сусрет је био придружен почасном гардом из Источног војног округа Русије са заставама обе земље.
Мађарска, Румунија, Словачка и Бугарска су се договориле да уведу забрану на увоз житарица из Украјине ако Европска унија не продужи важећу забрану која истиче 15. септембра. Ова мера има за циљ да заштити домаћу пољопривредну производњу и тржишта ових земаља.
Естонија се придружила Летонији и Литванији у забрани за возила са руским регистарским таблицама да уђу на њихову територију.

### 14. септембар
Министарство одбране Русије саопштило је да је противваздухопловна одбрана ранo јутрос оборила 11 непријатељских дронова изнад Крима. Додатно, још пет беспилотних летелица уништено је у нападу на брод руске морнарице у Црном мору.

### 15. септембар
Украјинске трупе заузеле су село Андрејевку, које је било под руском контролом, у близини града Бахмута на истоку земље, тврде војне власти Кијева. Борбе су најтеже у граду Бахмуту од почетка рата у Украјини, а заузимање села Андрејевка представља значајан корак у контраофанзиви украјинских трупа на том подручју.
Руске војске су уништиле скоро 20 украјинских војника и 2 самоходне артиљеријске хаубице у правцу Купјанска.Такође су уништиле скоро 75 војника и 2 самоходне артиљеријске хаубице "Акација" украјинске војске на Херсонском правцу.

### 16. септембар
Пољска је забранила улазак путничким возилима са руским регистарским таблицама, а камионима са руским ознакама је раније већ било забрањено улазак у Пољску. Ово део санкција и ограничења уведених у односима са Русијом у контексту конфликта у Украјини.

### 17. септембар
Руска војска је погодила фабрику оклопних тенкова у Харкову, а ова фабрика се користи за поправке и рестаурацију оклопних возила Оружаних снага Украјине.
Канада ће допринети са 23 милиона евра партнерству предвођеном Великом Британијом за куповину ПВО опреме за Украјину.Ова помоћ ће помоћи Украјини да се одбрани од руских напада ракета и беспилотних летелица. Канада је већ донирала значајну помоћ Украјини од почетка рата, укључујући војну помоћ у износу од око 1,8 милијарди канадских долара.

### 18. септембар
Руске снаге су јутрос извеле велики напад пројектилима и беспилотнима летелицама на Одесу на југу Украјине, саопштила је украјинска војска.
Украјина је поднела жалбе Светској трговинској организацији против Пољске, Словачке и Мађарске због забране увоза хране из Украјине, саопштило је Министарство економије у Кијеву.
Немачка је представила нови пакет помоћи Украјини од 400 милиона евра уочи кључних преговора међу савезницима Кијева у ваздухопловној бази Рамштајн. Пакет ће укључивати одећу и агрегате како се зима приближава.

### 19. септембар
У  руском ваздушном нападу на град Лавов на западу Украјине, рано јутрос, теже је повређена једна особа и избио је велики пожар у индустријском складишту, саопшили су украјински званичници.
Ваздушно-космичке снаге Русије (ВКС) уништеле су три моста која су користиле Оружане снаге Украјине. Један мост је срушен у области Купјанска, а два у Невској области Луганска и Макејевке у Доњецку. Користили су нове типове прилагодљиве високопрецизне авио-муниције за ове операције.

### 20. септембар
Русија је током ноћи извршила напад дроновима на рафинерију нафте у Кременчугу, који је резултирао пожаром.Као последица тог напада, рад рафинерије у централној Полтавској области Украјине је привремено заустављен.
Украјинске снаге су напале командно место руске Црноморске флоте код Севастопоља на Криму у среду ујутру, саопштила је украјинска војск.Напад је прошао успешно, али додатне детаље о овом инциденту није објавила.

### 21. септембар
Руске посаде тенкова Т-80 уништиле су команду и упоришта Оружаних снага Украјине (АФУ) у правцу Купјанска, саопштило је руско Министарство одбране.

### 22. септембар
Сједињене Америчке Државе су објавиле детаље новог пакета војне помоћи Украјини од 325 милиона долара. Овај пакет укључује касетну муницију, противтенковско наоружање и ракете за ХИМАРС системе противваздушне одбране, противоклопне системе Џавелин и АТ-4, 59 тактичких возила, преко три милиона комада муниције за малокалибарско оружје, резервне делове, опрему за одржавање и друго. Ова помоћ има за циљ да помогне Украјини у одбрани од руских агресија.
Канада ће предати Украјини војну помоћ у вредности од преко 480 милиона америчких долара у наредне три године, према најави канадског премијера Џастина Тридоа. Ова помоћ укључује испоруку тенкова "Леопард 2" и оклопних возила, укључујући медицинска евакуациона возила, која ће бити произведена у Онтарију. Такође ће се обезбедити тренажери за пилоте и одржавање авиона Ф-16.

### 23. септембар
Руске снаге напале су Дњепропетровску област ноћу користећи дронове-самоубице, познате као "шахиди", оштећујући критични инфраструктурни објекат на Дњепру. Информације о овом нападу објавио је Сергеј Лисак, начелник Дњепропетровске регионалне војне управе, на свом Телеграм профилу.

### 24. септембар
Британски министар одбране Грант Шапс изјављује да Велика Британија пружа подршку Украјини и да ће обезбедити обучавање за 30.000 украјинских војника.

### 25. септембар
Украјински председник Володимир Зеленски је потврдио да је његова војска преузела америчке борбене тенкове "абрамс". Ова вести указује на америчку подршку Украјини и обећање из Вашингтона да ће Кијеву бити обезбеђено 31 такав тенк "абрамс".
Начелник Белгородске области, Вјачеслав Глатков, известио је да су руске снаге обориле седам украјинских дронова у ваздушним инцидентима изнад ове области. Према прелиминарним информацијама, није било жртава у овим инцидентима, али је један аутомобил погођен крхотинама од оборених дронова.

### 26. септембар
Начелник Курске области у Русији, Роман Старовојт, извео је да је трафостаница у његовој области оштећена у нападу украјинског дрона. Према његовим објавама на Телеграму, срећом, у нападу није било повређених особа, али је седам насеља остало без струје.

### 27. септембар
Аутомобилски саобраћај на Кримском мосту је на кратко обустављен, према извештајима руских власти у апликацији за размену порука Телеграм. Овај вид обуставе саобраћаја често се примењује као превентивна мера против могућих напада дронова или ракета које се могу испаљивати из Украјине.
Срећом, мост је брзо поново отворен, а власти су саопштиле да није било застоја у саобраћају у ниједном правцу

### 28. септембар
Из државне дистрибутерске мреже Украјине саопштено је да су руске снаге приликом последњег гранатирања јужних украјинских подручја оштетиле термоелектрану на југу земље

### 29. септембар
Руски председник Владимир Путин потписао је указ о регрутацији 130.000 грађана Руске Федерације за служење војног рока у 2023. години. Процес регрутације ће се одвијати од 1. октобра до 31. децембра 2023. године и обухвата грађане узраста од 18 до 27 година који нису у резервном саставу и подлежу регрутацији у складу са савезним законом.
Влада Швајцарске одобрила је пакет финансирања од 100 милиона швајцарских франака (104 милиона евра) за разминирање подручја на Украјини која су била погодена ратом. Ова средства ће се користити за хуманитарне активности разминирања на Украјини између 2024. и 2027. године. Пројекат ће се заједнички финансирати од стране Министарства одбране, цивилне заштите и спорта (ДДПС) и Федералног министарства спољних послова (ФДФА).Ова инвестиција ће помоћи да се области Украјине ослободе минских поља и обезбеде безбедни услови за живот грађана.

### 30. септембар
Русија је обележила Дан уједињења нових региона са Руском Федерацијом, Владимир Путин је упутио честитке грађанима који живе у четири области Украјине – Доњецкој, Луганској, Запорошкој и Херсонској области – чије је припајање Руској Федерацији проглашено пре годину дана од стране Москве
Шест особа, укључујући двоје деце, повређено је у великом пожару на нафтоводу у Ивано-Франковској области на западу Украјине, према информацијама украјинске државне службе за ванредне ситуације. Пожар је настао као последица пуцања нафтовода у близини села Стримба у округу Надвирна, при чему је нафта излила на површину од 100 квадратних метара и изазвала пожар који је захватио једну кућу. Спасилачке службе су излазиле на место инцидента и успеле да угасе пожар који је настао услед пуцања нафтовода.